# تادا سومبون-اوآن
تادا سومبون-اوآن (تایلندی: ธาดา สมบูรณ์อ้วน؛ ۳ نوامبر ۲۰۰۰) وزنه‌بردار اهل تایلند است.
وی در مسابقات کشوری و بین‌المللی در مجموع برندهٔ ۱ مدال نقره شده‌است.